# Bisztynek
Bisztynek (fino al 1945 Bischofstein) è un comune urbano-rurale polacco del distretto di Bartoszyce, nel voivodato della Varmia-Masuria.
Ricopre una superficie di 203,55 km² e nel 2004 contava 6 861 abitanti.
Comunità urbane e rurali: Biegonity (Begnitten), Łędławki (Linglack), Sułowo (Schulen), Mołdyty (Molditten), Swędrówka (Zandersdorf), Bisztynek-Kolonia, Niski Młyn (Niedermühl), Troksy (Truchsen), Dąbrowa (Damerau), Nisko (Niederhof), Troszkowo (Klackendorf), Grzęda (Sturmhübel), Nowa Wieś Reszelska (Rosenschön), Unikowo (Glockstein), Janowiec (Johannisruhe), Paluzy (Plausen), Warmiany (Schönwalde), Kokoszewo (Gerthen), Pleśnik (Plössenhof), Winiec (Wienken), Krzewina (Strauchmühl), Pleśno (Plössen), Wojkowo (Heinrichsdorf), Księżno (Fürstenau) Prosity (Prossitten), Wozławki (Wuslack), Łabławki (Lablack), Sątopy (Santoppen), Lądek (Landau), Sątopy-Samulewo (Bischdorf).